# Placówka Straży Granicznej I linii „Hala Gąsienicowa”
Placówka Straży Granicznej I linii „Hala Gąsienicowa” – jednostka organizacyjna Straży Granicznej pełniąca służbę ochronną na granicy polsko-czechosłowackiej w okresie międzywojennym.

## Formowanie i zmiany organizacyjne
Rozporządzeniem Prezydenta Rzeczypospolitej Polskiej Ignacego Mościckiego z 22 marca 1928 roku, do ochrony północnej, zachodniej i południowej granicy państwa, a w szczególności do ich ochrony celnej, powoływano z dniem 2 kwietnia 1928 roku  Straż Graniczną.
Rozkazem nr 5 z 16 maja 1928 roku w sprawie organizacji Małopolskiego Inspektoratu Okręgowego dowódca Straży Granicznej gen. bryg. Stefan Pasławski określił strukturę organizacyjną komisariatu SG „Zakopane”. 
Rozkazem nr 7 z 25 września 1929 roku w sprawie reorganizacji i zmian dyslokacji Małopolskiego Inspektoratu Okręgowego komendant Straży Granicznej płk Jan Jur-Gorzechowski określił numer i nową strukturę komisariatu. Placówka Straży Granicznej I linii „Hala Gąsienicowa” znalazła się w jego strukturze.
Rozkazem nr 2 z 29 kwietnia 1936 roku  w sprawie etatu osobowego CSSG, komendant Straży Granicznej płk Jan Gorzechowski  przeniósł placówkę I linii „Hala Gąsienicowa” do Jaszczurówki.

## Służba graniczna
Sąsiednie placówki:
- placówka Straży Granicznej I linii „Kuźnice” ⇔ placówka Straży Granicznej I linii „Łysa Polana”− 1929[3]